# Korngeist
Korngeister – in mittel- und nordeuropäischen Mythologien die Hüter der Getreidefelder und der Fruchtbarkeit – sind als Kornmuhme, Roggenmuhme, Kornmutter, Kornjungfer, Getreidemann, Kornmann, Der Alte, Kornkind, Roggenwolf, Kornhund, Roggensau etc. in den Aberglauben eingegangen. Häufig als altes, grauenerregend anzusehendes Weib, seltener in Mann- oder Tiergestalt streichen sie durch Getreidefelder und können unter Umständen dem Menschen gefährlich werden. 
Bei der Ernte wurden bis in die Neuzeit häufig die letzten Ähren zu einer Gestalt (häufig auch die Kornmuhme etc.) zusammengebunden und verblieben auf dem Feld. Hier dürfte sich eine Erinnerung an Opfergaben für Naturgeister erhalten haben.   